# Milan Massop
Milan Massop (Zevenaar, 1 december 1993) is een Nederlands voetballer die doorgaans als verdediger speelt.

## Loopbaan
Massop speelde in de jeugd voor DVV Duiven en in de Vitesse Voetbal Academie voor hij in 2011 bij De Graafschap kwam. In het seizoen 2012/13 kwam hij door blessures van andere spelers bij de selectie van het eerste elftal en veroverde hij een basisplaats. In november 2012 tekende hij een contract tot medio 2015.
Massop promoveerde in 2015 met De Graafschap naar de Eredivisie. Zelf kwam hij dat seizoen één competitiewedstrijd in actie. Massop ging niet met De Graafschap mee naar het hoogste niveau, maar tekende in juni 2015 een contract tot medio 2018 bij FC Eindhoven, dat hem transfervrij overnam. Daarmee sloot hij zich aan bij de enige club tegen waartegen hij tot op dat moment scoorde. Massop speelde in het volgende seizoen 32 competitiewedstrijden voor FC Eindhoven. De club en hij ontbonden in juli 2016 zijn contract, officieel vanwege een verschil in inzicht. Een paar dagen later tekende hij een eenjarig contract bij Excelsior, met een optie voor nog een jaar. Bij de Rotterdamse ploeg werd hij herenigd met trainer Mitchell van der Gaag, met wie hij ook bij FC Eindhoven werkte. In april 2018 ondertekende hij een driejarig contract bij KVRS Waasland - SK Beveren. Eind juli 2019 ging Massop naar het Deense Silkeborg IF.

## Statistieken
| Seizoen | Club             | Land       | Competitie         | Wed. | Doelp. |
| ------- | ---------------- | ---------- | ------------------ | ---- | ------ |
| 2012/13 | De Graafschap    | Nederland  | Eerste divisie     | 23   | 1      |
| 2013/14 | De Graafschap    | Nederland  | Eerste divisie     | 28   | 0      |
| 2014/15 | De Graafschap    | Nederland  | Eerste divisie     | 3    | 0      |
| 2015/16 | FC Eindhoven     | Nederland  | Eerste divisie     | 34   | 0      |
| 2016/17 | Excelsior        | Nederland  | Eredivisie         | 15   | 1      |
| 2017/18 | Excelsior        | Nederland  | Eredivisie         | 26   | 5      |
| 2018/19 | Waasland-Beveren | België     | Jupiler Pro League | 26   | 1      |
| 2019/20 | Silkeborg IF     | Denemarken | Superligaen        | 0    | 0      |
| 2020/21 | Silkeborg IF     | Denemarken | Superligaen        | 0    | 0      |
| Totaal  | Totaal           | Totaal     | Totaal             | 155  | 8      |